# Labichthys
Labichthys är ett släkte av fiskar. Labichthys ingår i familjen skärfläcksålar.
Kladogram enligt Catalogue of Life:
| Labichthys | \| \| Labichthys carinatus \| \| \| \| \| \| Labichthys yanoi \| \| \| \| |
|            | \| \| Labichthys carinatus \| \| \| \| \| \| Labichthys yanoi \| \| \| \| |
|            | Avocettina                                                                |
|            |                                                                           |
|            | Nemichthys                                                                |
|            |                                                                           |
|            | Labichthys carinatus                                                      |
|            |                                                                           |
|            | Labichthys yanoi                                                          |
|            |                                                                           |

|  | Labichthys carinatus |
|  |                      |
|  | Labichthys yanoi     |
|  |                      |